# Delitev Bengalije leta 1905
Prva Delitev Bengalije (bengalsko বঙ্গভঙ্গ) je bila teritorialna reorganizacija Bengalskega predsedstva, ki so ga izvedle oblasti Britanske Indije leta 1905. Ta delitev je ločila večinoma muslimansko vzhodno območje od večinoma hindujskega zahodnega območja. To se je zgodilo 16. oktobra 1905 po tem, ko je namero 19. julija 1905 najavil takratni Podkralj Indije Lord Curzon.
Hindujci iz Zahodne Bengalije, ki so obvladovali bengalsko gospodarstvo in podeželsko življenje, so se pritoževali, da jih bo delitev postavila v položaj, da bodo manjšina v provinci, ki bo vključevala provinci  Bihar in Orisa. Hindujci so bili ogorčeni nad tem, kar so videli kot politiko "deli in vladaj" (pri čemer so se kolonizatorji obrnili lokalno prebivalstvo proti njim samim, da bi vladali), četudi je Curzon poudarjal, da naj bi to prineslo večjo administrativno učinkovitost. Delitev pa je vzpodbudila muslimane, da so oblikovali svojo narodno organizacijo po skupnostnih mejah. Da bi pomirili Bengalski sentiment, je Bengalijo ponovno združil Lord Hardinge leta 1911, kot odgovor na nemire in proteste, ki jih je izvajalo Gibanje Svadeši proti politiki in prepričanjem med Hindujci, da bo Vzhodna Bengalija imela svoja lastna sodišča in policijo.

## Ozadja
Bengalsko predsedstvo je zajemalo Bengalijo, Bihar, dele Čatisgara, Orise in Asama. Bengalsko predsedstvo je imelo 78.5 milijonov prebivalcev in s tem največja province Britanske Indije. Desetletja je britansko uradništvo smatralo, da ogromen obseg povzroča težave pri učinkovitosti upravljanja, in da povzroča zanemarjanje revnejših vzhodnih regij. Ideja delitve je bila uporabljena le za administrativne namene. Zaradi tega je Curzon planiral razdelitev Orise in Biharja ter pridružitev petnajstih vzhodnih bengalskih okrajev  k Asamu. V vzhodnih pokrajinah je živelo 31 milijonov, večinsko muslimanov, z glavnim mestom Daka. Ko je bila delitev opravljena je Curzon vendarle dejal, da meni da je nova provinca muslimanska. Tako bi vendarle lahko rekli, da je bila Curzonova namera Bengalce ločiti, ne pa ločiti hindujce od muslimanov. Drugi zahodni okraji  skupaj z deli pokrajine Orisa in Bihar pa so oblikovali novo provinco. Združitev zahodne Bengalije z Oriso in Biharjem je reduciralo govorce bengališčine v manjšino. Muslimani pod vodstvom navaba Dake Salimulaha  je delitev podprla, nasprotovali pa so ji hindujci.

## Delitev
Srednji razred v Bengaliji so videli to administrativno delitev kot trganje domovine in kot taktiko, da bi odpravili njihovo vlogo.  V šestmesečnem obdobju pred uveljavitvijo delitve je Kongresna stranka organizirala množična zborovanja na katerih so zbirali peticije proti delitvi in jih posredovali takratnim oblastem. Surendranath Banerjee je kasneje priznal, da so bile peticije brez učinka, zato so voditelji predlagali bojkot britanskega blaga. Takšno ravnanje pa je imenoval kot "svadeši" namesto bojkot.
Banerdži je menil, da morajo vključiti tudi druge cilje. Na dan razdelitve dne 16. oktobra 1905 so bile blokirane vladne šole in trgovine, vendar so demonstrante kmalu razgnale enote policije in vojske. Temu je sledilo nekaj nasilnih konfrontacij.  Ko je prišlo do njih so predsednik Kongresne stranke Gokale, Banerdži in drugi prenehali podpirati bojkot, še posebej pa ko so zvedeli, da je bil John Morley imenovan za državnega sekretarja za Indijo. Verjeli so, da bo novi sekretar simpatiziral s srednjim slojem v Indiji in da bo razveljavil delitev.

## Politična kriza
Delitev je izzvala radikalni nacionalizem. Bengalski Hindujci so bili razočarani s svojim statusom manjšine v novi provinci. Začeli so z jezno agitacijo, izzivali terorizem, ker so mlajši člani stranke začeli uporabljati bombe in streljanje in uboje v mešanici verskih in političnih občutkov. Vande Mataram (s pomenom 'pozdravljanje matere'), čaščenje boginje, ki predstavlja Indijo, Bengalijo in Kali. Bengalija je bila predstavljena kot boginja, ki so jo Britanci oskrunili. Po drugi strani pa so bili muslimani indiferentni do tega gibanja. 
Nacionalisti po vsej Indiji so podpirali Bengalce pri njihovi zadevi in bili šokirani z britanskim neupoštevanjem mnenja Indijcev in uporabo načela deli in vladaj. Protesti so se razširili na Bombaj, Puna in Pandžab. Lord Curzon je bil prepričan, da Kongres ni več učinkovita sila, s tem pa ji je dal razlog za javna zbiranja in ponovno jačanje.

## Ponovno združenje Bengalije
Ker protestov oblasti niso mogle zaustaviti, so se odločile za ponovno združenje Bengalije, kar se je zgodilo leta 1911. Decembra 1911 je kralj Jurij V. oznanil, da bo vzhodna Bengalija vključena v Bengalsko predsedstvo. Okraji, kjer so govorili bengalščino, so bili ponovno združeni, in Asam, Bihar in Orisa so bili ločeni. Glavno mesto je bilo premaknjeno v New Delhi, kjer naj bi bila Britanskemu imperiju močnejša baza. Bengalski muslimani so bili šokirani, ker so bili večina v vzhodni Bengaliji. Potezo so videli kot žrtvovanje muslimanskih interesov pred hindujskimi protestniki.
Delitev na začetku sploh niso podpirali muslimanski voditelji. Kasneje so videli v tem prednosti zase. Hindujske proteste proti delitvi so videli kot vmešavanje v muslimansko provinco. Z britanskim premikom glavnega mesta v mogulsko mesto, so Britanci poskušali zadovoljiti nezadovoljne muslimane, ki so izgubili posest vzhodne Bengalije.